# Барабанка
Бараба́нка, также пасту́ший бараба́н; пасту́шеский бараба́н; пастуха́лка; пастуха́ль; пастуха́льница; пасту́шка; пасту́шня; брекоталка — древнерусский народный сигнальный и ударный самозвучащий музыкальный инструмент.
Первым сделал описание и дал научное определение этому инструменту Б. И. Рабинович в 1932 году.

## Конструкция
Барабанка представляла собой цельную деревянную доску трапециевидной или прямоугольной формы с несколькими отверстиями посередине, бьющей по ней специальными колотушками. Длина пастушки составляла от 50 до 100 см, ширина от 25 до 40 см, а толщина варьировалась в пределах 1,5-2 см. Длина колотушек составляла 20-35 см. Также на доске рисовались всяческие рисунки, например — коловорот, являющийся изображением Солнца.

## Изготовление
Инструмент изготавливали сами пастухи. Для изготовления барабанки использовалась доска из пород древесины, которые обладали ударозвонкими свойствами. Обычно изготавливали барабаны из досок старой ели, сосны или пихты. Затем доску хорошо просушивали. Цельную доску прямоугольной формы делали толщиной 1,5 см, что улучшало акустические свойства инструмента и извлекаемый звук получался звонким. Если же звук был глухим, то тогда в доске проделывали отверстия, размер и количество которых могло быть различным. Располагали отверстия в центре доски в любом порядке. Обычно отверстий бывало пять-шесть.
После изготовления доски, пастух начинал изготавливать две колотушки. Материалом для изготовления этих колотушек служили дуб, клён, можжевельник или яблоня. Колотушки бывали по размеру как одинаковыми между собой, так и разными. Большая колотушка обычно делалась в соответствии с размерами самой барабанки. Её длина должна быть примерно на 10 см больше ширины доски. Маленькая колотушка была тоньше большой и короче на 2-4 см. Форма колотушек цилиндрическая, с утолщенным и изогнутым концом. Диаметр колотушки варьируется в пределах 2,5-3,5 см.
После изготовления музыкального инструмента, барабанку бережно предохраняли от сырости, чтобы звук игры потом «не потускнел».

## Техника игры
Когда музыкант собирался начинать играть на барабанке, он вешал себе на шею ремень или веревку, которая была пропущена через отверстия в верхней части доски, которая располагалась при этом горизонтально на уровне пояса. Играли на музыкальном инструменте обычно двумя колотушками, извлекая своеобразные дробушки нередко весьма прихотливого ритмического вида.
Во время исполнения пастух держал большую колотушку как правило в правой руке, зажав колотушку в кулаке, нанося сильные удары то в центр, то в край доски. Как говорили пастухи, правой колотушкой они играли по доске как по ладам (различаются только два звука — высокий и низкий). Высота звуков зависила от места удара по доске и от размеров самой доски, а также от большой колотушки. Маленькая колотушка бралась пальцами левой руки так, чтобы можно было наносить слабые, но резкие, чаще двойные удары без отчетливой звуковысотности, напоминающие пощелкивание. По замечанию пастухов, маленькая колотушка не играла, а только подыгрывала.

## Способы игры
В зависимости от темпа нанесения ударов правой колотушки многие барабанщики различали два способа игры. Первый способ — это редкая игра: наиболее характерный темп где-то от 108 до 144 ударов в минуту правой стукалкой. Вторым способом была частая игра: примерно от 200 до 276 ударов в минуту правой колотушкой.

## Звучание
Звук барабанки звонкий, полетный и сухой, что обусловлено главной функцией барабана как сигнального пастушеского инструмента.

## Использование
Во времена Руси пастуший барабан часто использовался в крестьянском хозяйстве. Считалось, что его звучание увеличивает надои коров. Также, пастухи барабанили утром, когда выгоняли стада скотины, а вечером играли по возвращении. Также использовали пастушку днём для сбора стада. А в лесу «обстукивали» музыкальный инструмент, чтобы коровы не разбредались.
Но помимо сигнальной возможности барабанки (например, оповещать людей о том или ином моменте дневного цикла пастьбы стада), этот музыкальный инструмент выполнял ещё немало шумовую (например, отпугивание зверей от стада), а также музыкально-игровую функции.
В минуты досуга простой люд исполнял плясовые наигрыши с частушками, а также припевки во время ходьбы. Этот инструмент участвовал в обрядовых обходах полей и деревень на Егорьев день, был обязательным атрибутом ряженых, изображающих пастуха на святочных игрищах и свадебных пированьях, а также сопровождал егорьевские песни.
Область музыкального применения барабанки связана с его ритмическим прошлым. Он выступает как инструмент в местах, где происходит пение частушек или сопровождает пляски. По сведениям Б. М. Добровольского в Нижегородской области, на весёлой вечеринке под барабан бывало и плясали. В Костромской области К. М. Бромлей слышала, как под барабанку женщина пела частушку.
Для понимания исторической глубины традиции игры на барабанке большое значение имеет тот факт, что в ряде мест, например, в Чухломском районе Костромской области, сохранился древнейший обычай поздравительного обхода дворов с барабаном на Егорьев день. Этот обычай назывался — «окликание Егория». Несмотря на древнейшую традицию использования пастушка, этот инструмент долгое время не привлекал к себе внимание исследователей.